# Districte de Kosovska Mitrovica
El Districte de Kosovska Mitrovica (en serbi: Косовскомитровички округ, Kosovskomitrovički okrug, en albanès: Distrikti i Mitrovicës) fou un districte de la província sèrbia de Kosovo i Metohija entre 1990 i 1999. Estava situat al nord de la província i, segons el cens de 2002, tenia 275.904 habitants. La seva capital era Kosovska Mitrovica. El govern de Sèrbia considera que aquest districte encara existeix de iure, encara que el mateix govern va acceptar l'administració civil de Kosovo de les Nacions Unides l'any 1999, al final de la guerra de Kosovo.
Avui en dia, el territori que comprenia el districte serbi correspon al Districte de Kosovska Mitrovica de l'autoproclamada República de Kosovo.

## Municipis
Els municipis que formaven el districte són:
- Zubin Potok
- Leposavić
- Zvečan
- Kosovska Mitrovica
- Srbica
- Vučitrn